# Wassyl Bobynskyj

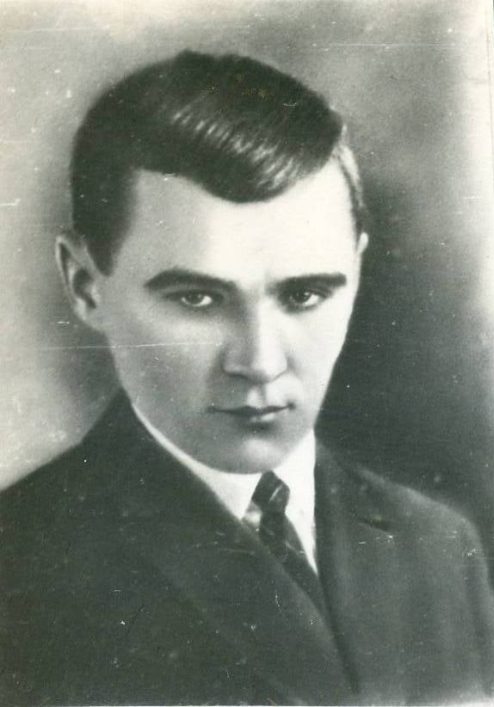
Wassyl Bobynskyj (1920)

Wassyl Petrowytsch Bobynskyj (ukrainisch Василь Петрович Бобинський, russisch Василий Петрович Бобинский Wassili Petrowitsch Bobinski; * 11. März 1898 in Krystynopil, Königreich Galizien und Lodomerien, Österreich-Ungarn; † 2. Januar 1938 in einem Gulag, Sowjetunion) war ein ukrainischer Schriftsteller, Journalist und Übersetzer, Vertreter der Hingerichteten Wiedergeburt.

## Leben
Wassyl Bobynskyj kam 1898 in Krystynopil im galizischen Bezirk Sokal, dem heutigen Tscherwonohrad in der ukrainischen Oblast Lwiw, als Sohn einer Eisenbahner-Familie zur Welt und absolvierte Gymnasien in Lemberg und Wien. Am Ersten Weltkrieg nahm er von 1916 an als Soldat der ukrainischen Sitscher Schützen teil und zwischen 1918 und 1920 war er Soldat der ukrainischen galizischen Armee (Червона Українська Галицька Армія (ЧУГА)). In dieser Zeit wurden seine ersten Publikationen gedruckt. 1919 wurde die, durch seine ästhetisch modernistischen Recherchen gekennzeichnete, Gedichtsammlung В притворі храму W prytwori chramu (zu deutsch: Kirchen-Narthex) publiziert. Bis 1920 kämpfte er auf Seiten der ukrainischen galizischen Armee, bis er in Kiew Kommunist wurde und auf die Seite der Roten Armee wechselte. In Kiew lernte er auch die ukrainischen Dichter der Moderne Dmytro Sahul und Jakiw Sawtschenko kennen.
Im Herbst 1921 kehrte er ins zwischenzeitlich zur Zweiten Polnischen Republik gehörige Lemberg zurück und war ab 1923 an der Herausgabe verschiedener legaler und illegaler Publikationen des Zentralkomitees der Kommunistischen Partei der Westukraine (Комуністична партія Західної України) beteiligt, wofür er 1923 erstmals inhaftiert wurde. Er arbeitete als Redakteur der Wochenzeitung Switlo (Світло) und von November 1927 an war er Herausgeber der Monatszeitschrift Вікна Wikna, um die sich die galizischen proletarischen Schriftsteller konzentrierten. Dank der Aktivitäten dieser Zeitung wurde im Mai 1929 das erste Treffen der proletarischen Schriftsteller der Westukraine abgehalten und die proletarische Literaturgruppe Горно Horno, deren Organisator er, gemeinsam mit Jaroslaw Halan war, gegründet. Am 1. Mai 1926 wurde die Zeitung Switlo durch die polnische Polizei geschlossen und Bobynskyj für 5 Monate in einem Gefängnis inhaftiert, in dem seinerzeit bereits Iwan Franko einsaß. Für sein während der Haft geschriebenes Gedicht „Der Tod von Franko“ (Смерть Франка), wurde ihm, am Vorabend des 10. Jahrestages der Oktoberrevolution, aus politischen Gründen der Preis des Volkskommissariats für Bildung der Ukrainischen SSR verliehen.
Nach seiner Haftentlassung emigrierte er, mit Empfehlung des Zentralkomitees der Kommunistischen Partei der Ukraine, Anfang der 1930er Jahre mit seiner Frau und seinem Sohn in die bolschewistische Ukraine nach Charkiw, wo er am Literaturinstitut Taras Schewtschenko der Akademie der Wissenschaften der USSR ein Studium aufnahm. Am 25. Dezember 1933 wurde er verhaftet und wegen Geheimdienstaktivitäten im Ausland und in der Sowjetukraine am 28. Februar 1934 zu drei Jahre Haft in einem Straf- und Arbeitslager verurteilt und zum Bau des Moskau-Wolga-Kanals abgestellt. Nicht lange nach seiner Freilassung wurde er 1937 erneut festgenommen und am 2. Januar 1938 gemäß Artikel 58-6 des Strafgesetzbuches der RSFSR zur Höchststrafe (Erschießen) verurteilt. Das Urteil wurde am 2. Januar 1938 vollstreckt. Am 26. Oktober 1956 wurde er posthum rehabilitiert.

## Werk
Wassyl Bobynskyj verfasste Gedichte und Flugblätter gegen die polnischen Behörden und die Kirche. Seine Poesie zeichnete sich durch ihre Tiefe, die Eleganz der Form und der Helligkeit von Bildern aus.
Sein literarisches Erbe besteht aus den Sammlungen „В притворі храму W prytwori chramu“ (1919), „Die Nacht der Liebe“ (1923), „Das Mysterium des Tanzes“ (1924), Poesie 1920–1928 (1930) und dem Gedicht „Der Tod von Franko“ (Смерть Франка).
Zudem war er als Literaturkritiker tätig, sprach fließend Polnisch, Russisch, Französisch und Deutsch und übersetzte Werke aus der russischen, polnischen und französischen Sprache ins Ukrainische. Ihn faszinierte die westeuropäische Literatur, insbesondere der französische Lyriker Arthur Rimbaud, den er auch übersetzte.